# Engelkarspitze
Engelkarspitze är ett berg i Österrike.   Det ligger i distriktet Liezen och förbundslandet Steiermark, i den centrala delen av landet, 230 km sydväst om huvudstaden Wien. Toppen på Engelkarspitze är 2 147 meter över havet.
Terrängen runt Engelkarspitze är bergig åt nordost, men åt sydväst är den kuperad. Närmaste större samhälle är Schladming, 12,3 km norr om Engelkarspitze. 
Trakten runt Engelkarspitze består i huvudsak av gräsmarker. Runt Engelkarspitze är det glesbefolkat, med 20 invånare per kvadratkilometer.